# Busset
Busset település Franciaországban, Allier megyében. Lakosainak száma 810 fő (2022. január 1.). Busset Abrest, Arronnes, Cusset, Mariol, Molles, Saint-Yorre, Le Vernet és Ris községekkel határos.

## Népesség
A település népességének változása:
| Lakosok száma | 914  | 853  | 881  | 880  | 890  | 932  | 910  | 849  | 833  | 810  |
|               | 1968 | 1982 | 1990 | 2006 | 2013 | 2015 | 2017 | 2019 | 2020 | 2022 |